# Katrina Lehis
Katrina Lehis (* 19. Dezember 1994 in Haapsalu) ist eine estnische Degenfechterin.

## Erfolge
Katrina Lehis begann 2004 mit dem Fechten. Ihre ersten internationalen Erfolge erfocht die Linkshänderin auf europäischer Ebene. Mit der Mannschaft gewann sie 2015 sowohl bei den Europameisterschaften in Montreux als auch bei den Europaspielen in Baku jeweils die Silbermedaille. Bei den Europameisterschaften 2018 in Novi Sad gelang ihr im Degen-Einzel der Titelgewinn.
Lehis gehörte zum estnischen Aufgebot bei den Olympischen Spielen 2020, die ab Juli 2021 in Tokio stattfanden. In der Einzelkonkurrenz erreichte sie nach drei Siegen das Halbfinale, in dem sie Ana Maria Popescu aus Rumänien mit 11:15 unterlag. Im Gefecht um den dritten Platz sicherte sie sich anschließend gegen die Russin Aisanat Murtasajewa mit 15:8 die Bronzemedaille. Noch erfolgreicher verlief der Mannschaftswettbewerb: zusammen mit Julia Beljajeva, Erika Kirpu und Irina Embrich zog sie nach Siegen gegen Polen und Italien ins Finalgefecht gegen Südkorea ein, dessen Mannschaft die Estinnen mit 36:32 ebenfalls besiegten und Olympiasiegerinnen wurden. Es war die erste Goldmedaille im Fechten in der Olympischen Geschichte Estlands.
Im Februar 2022 erhielt sie den Orden des weißen Sterns in der II. Klasse. Lehis hat einen Sohn.